# Estadio Rafael Ángel Camacho
El Estadio Rafael Ángel Camacho es un recinto deportivo ubicado en la ciudad de Turrialba, Costa Rica.  
Tiene capacidad para alrededor de 4500 personas.  Cuenta con césped natural,  pista para atletismo e iluminación artificial para los juegos nocturnos. 
Es la sede de local para los encuentros del Municipal Turrialba.
Es propiedad municipal y se encuentra bajo la administración del Comité Cantonal de Deportes y Recreación de Turrialba.
Lleva ese nombre en honor a un gran dirigente deportivo del cantón turrialbeño.